# 黒田凛
黒田 凛（くろだ りん、1996年8月27日 - ）は、日本のタレント、リポーター、フリーアナウンサー。元子役。スターダストプロモーション制作1部所属。

## 経歴
子役俳優として活動を開始。短期大学進学をきっかけに女優業からリポーター、キャスター業にシフトする。
2017年より四年制大学に編入。
2025年時点ではインドネシア・ジャカルタ在住。

## 人物
- 実用数学技能検定 準2級、秘書技能検定 2級を保持。
- 特技は2歳から8年間習ったクラシックバレエ、10歳から10年以上習っているGIRL'S HIPHOPダンス。また子役出身のため台本の暗記を得意としている。
- 学校では心理学を専攻している。

## 現在の出演番組
- バズリズム02（日本テレビ） - リポーター

## 過去の出演番組

### テレビドラマ
- エンジン（2005年、フジテレビ）
- 愛の劇場「ママはバレリーナ」（2005年、TBS） - 三浦みづほ 幼少期 役
- 日曜劇場「おいしいプロポーズ」(2006年、TBS) - 白石ちはる 役
- A LIFE～愛しき人～（2017年1月 - 3月、TBS） - 研修医 役

### ウェブテレビ
- AbemaPrime本開局直前スペシャル（2016年3月25日、AbemaTV）
- meshiterro（メシテロ）（2018年1月23日 - 2018年1月27日、AbemaTV）[4]
- AbemaPrime（2016年4月 - 2018年9月28日、AbemaTV） - 金曜スポーツキャスター[5][6][7]
- BS日テレ公式Youtubeチャンネル（2018年4月1日 - 9月28日[8]、BS日テレ公式Youtube） - 公式アナウンサー。各種番組宣伝を行うほか、不定期で「女子大生アナ・黒田凛の深掘りん！」も配信。

### 映画
- 紀子の食卓（2006年、アルゴ・ピクチャーズ）
- そのときは彼によろしく（2007年、監督：平川雄一郎） - 滝川花梨 幼少期 役

### イベント
- みんなあつまれ2017@MUSIC LIVE（2017年10月22日、赤レンガ倉庫 二棟間広場） - ステージMC

### CM
- チューリッヒ・スーパー自動車保険（2005年、チューリッヒ インシュアランス カンパニー）
- 明治製菓・キシリッシュ「踊る鼻篇」
- ディズニーリゾート
- 丸井スパークリングセール
- ヴェラクシスガーデン府中
- セントラル警備保障
- 日清オイリオ
- 伊藤園・ミネラル麦茶
- サントリー緑茶 伊右衛門 特茶『分解テトリス』篇（2017年10月3日 - 2016年9月5日）
- 紳士服のコナカ
- A/Wコレクション